# Shahrestān di Rafsanjan
Lo shahrestān di Rafsanjan (farsi شهرستان رفسنجان) è uno dei 18 shahrestān della provincia di Kerman, il capoluogo è Rafsanjan. Lo shahrestān è suddiviso in 4 circoscrizioni (bakhsh): 
- Centrale (بخش مرکزی), con le città di Rafsanjan e Musa Sarcheshmeh.
- Kashkouieh (بخش کشکوئیه), con la città di Kashkuieh.
- Nouq (بخش نوق), con la città di Bahreman.
- Ferdows (بخش فردوس).